# Bohners Lake
Bohners Lake is een plaats (census-designated place) in de Amerikaanse staat Wisconsin, en valt bestuurlijk gezien onder Racine County.

## Demografie
Bij de volkstelling in 2000 werd het aantal inwoners vastgesteld op 1952.

## Geografie
Volgens het United States Census Bureau beslaat de plaats een oppervlakte van
6,0 km², waarvan 5,3 km² land en 0,7 km² water.

## Plaatsen in de nabije omgeving
De onderstaande figuur toont nabijgelegen plaatsen in een straal van 12 km rond Bohners Lake.